# الإندونيسيون في السعودية
الاندونيسيون في المملكة العربية السعودية هم الإندونسيون المقيمون في السعودية، وتقدر أعداهم بحسب إحصاء عام 2022 بـ175 ألف إندونيسي، ويعملون في مختلف المهن، ومنها التجارة أو أعمال البناء. تشكل العمالة المنزلية من الإناث الجزء الأكبر من الجالية الإندونيسية في السعودية، بالإضافة إلى أقلية من العمال المهاجرين. كذلك يعمل عدد كبير من امغتربين الإندونيسيين في السعودية في القطاعات الدبلوماسية أو كموظفين لشركات محلية أو أجنبية تقع في مناطق مختلفة من السعودية؛ كما أن عدداً منهم موظفون لدى شركة أرامكو السعودية حيث تسكن أسرهم في منطقة الظهران. معظم الإندونيسيين في السعودية يسكنون في مدن الرياض وجدة ومكة والمدينة وحول منطقة الدمام.
كان ل39 ألف إندونيسي في السعودية تقريباً حق التصويت في انتخابات الرئاسة الإندونيسية 2004 من خلال 27 مركز تصويت في أنحاء المملكة، في المرة الأولى التي يشارك فيها إندونيسيون عبر البحار في الانتخابات الرئاسية.

## سعوديون من أصول إندونيسية
هناك مواطنون سعوديون في مكة وجدة من أصول إندونيسية؛ حيث جاء أسلافهم من إندونيسيا إلى السعودية عبر البحار في الفترة من أواخر القرن التاسع عشر وحتى منتصف القرن العشرين لأغراض الحج والتجارة وتعلم العلوم الإسلامية ثم لم يعودوا إلى وطنهم الأم وقرروا البقاء في السعودية، مما جعل أبناءهم يحصلون على الجنسية السعودية. كما تزوج عدد منهم بسعوديين رجالاً أو نساء وأقاموا بشكل دائم في السعودية. يعرف أبناؤهم اليوم في السعودية بألقاب عائلاتهم المشتقة من أصول أسلافهم في إندونيسيا. قال سفير إندونيسيا السابق في السعودية جاتوت عبد الله أن 50 بالمئة من سكان مكة هم من أصول إندونيسية.

### أعلام
- محمد ياسين الفاداني من علماء الحديث، أصله من بادنغ.[5]
- محمد صالح بن طاهر بنتن وزير الحج والعمرة بالسعودية، أصله من بنتن.[6][7]